# Anna Karenina (film, 1967)
Az Anna Karenina (eredeti cím: Анна Каренина) színes, kétrészes szovjet film. Lev Tolsztoj regényének 1967-ben készült filmváltozatát, Alekszandr Zarhi filmrendező alkotását eredetileg televíziós sugárzásra szánták, de a mozikban is hatalmas sikerrel vetítették. A film egyik legfőbb vonzereje – Tolsztoj regényének népszerűsége mellett – az akkori idők kedvenceiből összeállított színészgárda volt.

## Szereplők
| Szerep                                                      | Színész                    | Magyar hangja (1. szinkron, 1968) |
| ----------------------------------------------------------- | -------------------------- | --------------------------------- |
| Anna Karenyina                                              | Tatyjana Szamojlova        | Béres Ilona                       |
| Alekszej Karenyin, Anna férje                               | Nyikolaj Gricenko          | Szakáts Miklós                    |
| Alekszej Vronszkij gróf, Anna szeretője                     | Vaszilij Lanovoj           | Lőte Attila                       |
| Jekatyerina „Kitty” Scserbackaja                            | Anasztaszija Vertyinszkaja | Halász Judit                      |
| Konsztantyin Levin                                          | Borisz Goldajev            | Avar István                       |
| Sztyepan „Sztyiva” Oblonszkij, Anna fivére                  | Jurij Jakovlev             | Bitskey Tibor                     |
| Darja „Dolly” Oblonszkaja, Sztyiva felesége, Anna sógornője | Ija Szavvina               | Földi Teri                        |
| Jelizaveta „Betsy” Tverszkaja hercegnő, Anna barátnője      | Maja Pliszeckaja           | Bánki Zsuzsa                      |
| Lígyija Ivanovna grófné                                     | Ligyija Szuharevszkaja     | N/A                               |
| Mjagkaja hercegnő                                           | Jelena Tyapkina            | N/A                               |
| Vronszkaja grófné, Vronszkij anyja                          | Szofja Piljavszkaja        | N/A                               |
| Ügyvéd                                                      | Andrej Tutiskin            | N/A                               |
| Szerjózsa                                                   | Vaszilij Szahnovszkij      | N/A                               |
| Matvej komornyik                                            | Anatolij Kubatszkij        | N/A                               |
| Jules Landau                                                | Alekszandr Kajdanovszkij   | N/A                               |